# پاریس (پنسیلوانیا)
پاریس (به انگلیسی: Paris) یک منطقهٔ مسکونی در ایالات متحده آمریکا است که در شهرستان واشینگتن، پنسیلوانیا واقع شده‌است. پاریس ۷۳۲ نفر جمعیت دارد.